# Podlázky
Podlázky jsou část města Mladá Boleslav v okrese Mladá Boleslav. Nachází se na severozápadě Mladé Boleslavi za řekou Jizera. Prochází tu silnice II/259. Podlázky jsou také název katastrálního území o rozloze 3,9 km². V katastrálním území Podlázky leží i Michalovice.

## Historie
První písemná zmínka o vesnici pochází z roku 1576. Podoba Podlásky se poprvé objevuje v roce 1654, úřední podoba Podhlásky se však udržela až do roku 1923. Ke svému jménu přišla ves díky hradu Michalovice, který je nad ní, resp. jeho dominanty: mohutné okrouhlé věži, která sloužila též jako hláska. V době, kdy jsou však Podhlásky prvně písemně zachyceny, byl však hrad již patrně pustý. Alespoň tak je uváděn již v roce 1513.